# Lady ダイヤモンド
「Lady ダイヤモンド」（レディ・ダイヤモンド）は、Sexy Zoneの2作目のシングル曲。2012年（平成24年）4月11日にポニーキャニオンから発売された。

## 概要
前作から約5ヶ月ぶりのシングル。
初回限定盤A、Bと通常盤の3形態で発売。通常盤には初回プレス仕様が存在する。

## チャート成績
2012年（平成24年）4月23日付オリコン週間シングルチャートで初動約11.6万枚を記録し、初登場1位にランクインした。シングルの1位獲得はデビューから2作連続となり、これを達成したのはKis-My-Ft2（2011年12月26日付、「We never give up!」で達成）以来約4か月ぶり、10代の男性アーティストに限るとHey! Say! JUMP（2008年6月2日付、「Dreams come true」で達成）以来約3年11か月ぶりである。

## 収録曲

### CD
※「勇気100%」以降、通常盤のみ収録。
1. Lady ダイヤモンド [4:54]
  - 作詞：松井五郎、作曲：馬飼野康二、編曲：船山基紀
  - フジテレビ系「リアルスコープZ」テーマソング[4]
2. 風をきって [4:33]
  - 作詞：松井五郎、作曲：馬飼野康二、編曲：CHOKKAKU
  - NHK Eテレアニメ「忍たま乱太郎」エンディング・テーマ[5]
3. High!! High!! People [4:27]
  - 作詞：作田雅弥、作曲：Takuya Harada、編曲：鈴木Daichi秀行
  - マリウス葉出演 TBS系ドラマ「コドモ警察」主題歌[2]
4. 勇気100% [3:57]
  - 作詞：松井五郎、作曲・編曲：馬飼野康二
  - NHK Eテレアニメ「忍たま乱太郎」オープニング・テーマ
  - TVサイズとフルサイズではアレンジが若干異なる。
5. Lady ダイヤモンド -Inst.-
6. 風をきって -Inst.-
7. High!! High!! People -Inst.-
8. 勇気100% -Inst.-

### DVD

#### 初回限定盤A
1. 「Lady ダイヤモンド」Music Clip

#### 初回限定盤B
1. 「Lady ダイヤモンド」Making

## 特典
※初回プレス仕様のみ
- 「忍たま乱太郎」ステッカー
- オリジナルトレーディングカード（ソロショット5種のうち1種封入）